# Andrei Kaschetschkin
Andrei Grigorjewitsch Kaschetschkin (russisch Андрей Григорьевич Кашечкин, in den Medien meist: Andrei Kashechkin, * 21. März 1980 in Qysylorda, Kasachische SSR, Sowjetunion) ist ein ehemaliger kasachischer Radrennfahrer.

## Karriere
Kaschetschkin begann seine internationale Karriere 2001 im Radsportteam Domo-Farm Frites von Patrick Lefevere. 2004 wechselte er zu Crédit Agricole, für das er den Grand Prix de Fourmies und die Sachsen-Tour gewinnen konnte. Bei seiner ersten Tour-de-France-Teilnahme 2005 belegte Kaschetschkin den 19. Platz in der Gesamtwertung.
Im Jahr 2006 wechselte er zum Team Liberty Seguros, bei dem schon sein Landsmann Alexander Winokurow fuhr. Im Frühjahr entschied er die 6. Etappe bei Paris-Nizza von Digne-les-Bains nach Cannes im Alleingang für sich. Im Juni gewann Kaschetschkin die kasachische Meisterschaft. Nachdem die seit Mai als Team Astana startende Mannschaft als Folge des Dopingskandals Fuentes von der Tour de France 2006 ausgeschlossen wurde, startete Kaschetschkin bei der Vuelta a España 2006, wo er den Gesamtsieger Winokurow unterstützte und selbst Gesamtdritter wurde.
Nach einer unangekündigten Dopingkontrolle am 1. August 2007 in Belek wurde er positiv auf Fremdblut-Doping getestet. Er wurde umgehend von seinem Team Astana suspendiert. Nach einem ebenfalls positiven Ergebnis der B-Probe wurde Kaschetschkin von seinem Team entlassen.
Am 23. Mai 2008 wurde Kaschetschkin vom kasachischen Radsportverband vom Dopingverdacht freigesprochen. Die UCI legte vor dem CAS Einspruch gegen dieses Urteil ein, durch den er mit Wirkung vom 7. Juli 2007 für zwei Jahre gesperrt wurde.
Von 2010 an fuhr er wieder Radrennen, zunächst für das Team Lampre-ISD. Ende des Jahres 2012 suspendierte ihn das Astana Pro Team, bei dem er seit Mitte 2011 fuhr, weil er sich weigerte, die teaminternen Antidopingregeln zu unterzeichnen. Nachdem er die Unterzeichnung nachholte, hob das Team die Suspendierung auf.
Ende der Saison 2013 beendete er seine Karriere als Berufsradfahrer.

## Erfolge
2004
- Grand Prix de Fourmies
- Gesamtwertung Sachsen-Tour

2006
- eine Etappe Paris-Nizza
- Kasachischer Meister – Straßenrennen
- eine Etappe Vuelta a España

## Grand-Tour-Platzierungen
| Grand Tour            | 2005 | 2006 | 2007 | 2008 | 2009 | 2010 | 2011 | 2012 | 2013 |
| --------------------- | ---- | ---- | ---- | ---- | ---- | ---- | ---- | ---- | ---- |
| Giro d’ItaliaGiro     | –    | –    | –    | –    | –    | –    | –    | –    | –    |
| Tour de FranceTour    | 19   | –    | DNF  | –    | –    | –    | –    | 78   | DNF  |
| Vuelta a EspañaVuelta | –    | 3    | –    | –    | –    | 18   | –    | 34   | –    |

## Teams
- 2001–2002 Domo-Farm Frites
- 2003 Quick Step-Davitamon
- 2004–2005 Crédit Agricole
- 2006 Liberty Seguros-Würth Team (bis Mai), Astana
- 2007 Astana
- 2010 Lampre-Farnese Vini
- 2011 Lampre-ISD (bis 31. Juli)
- 2011 Pro Team Astana (ab 1. August)
- 2012 Astana Pro Team
- 2013 Astana Pro Team